# Tron Attyli

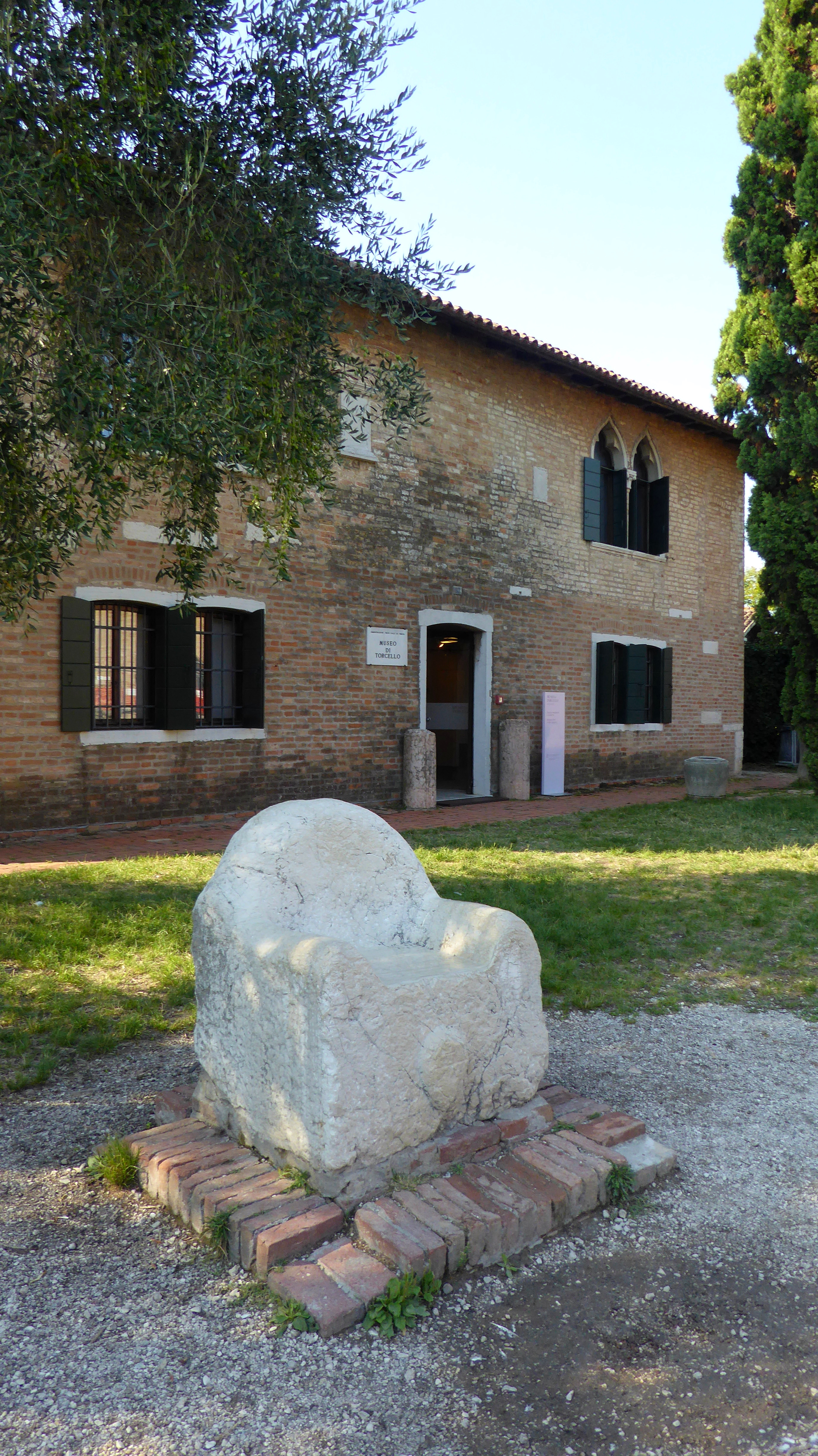
Tron Attyli z Museo Provinciale di Torcello w tle.

Tron Attyli (włoski: Il Trono di Attila) – wykonany z marmuru tron, na którym według miejscowej tradycji miał zasiadać wódz Hunów, Attyla, nie ma na to jednak żadnych dowodów.
Zabytek znajduje się na dziedzińcu ufundowanej w 639 r. katedry Santa Maria Assunta na wyspie Torcello w Wenecji. Według miejscowego przesądu każdy, kto usiądzie na tronie kiedyś powróci do Torcello.